# Augustin Ringeval
Augustin Ringeval (Aubigny-aux-Kaisnes, Aisne, 13 d'abril de 1882 - Amélie-les-Bains, 5 de juliol de 1967) fou un ciclista francès, professional entre 1905 i 1913. En el seu palmarès destaquen diverses classificacions entre els 10 primers en curses com el Tour de França, la Milà-San Remo o la París-Roubaix.

## Palmarès
- 1905
  - 2n a la París-Valenciennes
- 1906
  - 2n a la Bordeus-París
- 1908
  - 4t a la París-Roubaix
  - 4t a la Milà-San Remo
  - 5è a la Bordeus-París
  - 5è a la París-Brussel·les
- 1910
  - 4t a la Bordeus-París

### Resultats al Tour de França
- 1905. 6è de la classificació general
- 1906. Abandona (7a etapa)
- 1907. 8è de la classificació general
- 1908. Abandona (4a etapa)
- 1909. Abandona (12a etapa)
- 1910. 19è de la classificació general
- 1912. 30è de la classificació general
- 1913. Abandona (2a etapa)